# Portret mężczyzny (obraz Fransa Halsa)
Portret mężczyzny (niderl. Portret van een man) – obraz olejny na dębowej desce holenderskiego malarza Fransa Halsa z 1634 roku, znajdujący się w zbiorach Timken Museum of Art w San Diego.
Pierwszy znany portret wykonany przez Fransa Halsa pochodzi z 1611 roku. Do lat dwudziestych XVII wieku był czołowym portrecistą w Haarlemie. Obraz powstał w 1634 roku. Malarz namalował mężczyznę na desce dębowej. Nie wiadomo, kim był sportretowany. Łacińska inskrypcja na obrazie informuje o jego wieku – 48 lat. Model ma na sobie czarny kaftan lub obcisłą marynarkę z białą plisowaną kryzą. Przez ramię ma przewieszony czarny płaszcz. Malarz tendencyjnie stosował ujednolicone i uproszczone kompozycje. Unikał przedstawiania postaci w bogatych strojach. Ponury nastrój dzieła łagodzą przenikliwe oczy i rumiana cera przedstawionego. Obraz jest sygnowany: ÆTA SVÆ 48 / AN° 1634 / FH.
Historycy sztuki upatrują związku Portretu mężczyzny Halsa z Timken Museum of Art w San Diego z sygnowanym Portretem kobiety z Detroit Institute of Arts. Oba obrazy namalowane zostały w tym samym roku, mają prawie identyczne wymiary i malarz użył tych samych materiałów malarskich. Oba są też sygnowane w podobny sposób, z podaniem roku i wieku modeli.
Portret męża trafił na aukcję sztuki w Amsterdamie w 1873 roku. Portret o dwanaście lat młodszej żony do 1912 znajdował się w prywatnej kolekcji w Kolonii. Po 1912 również Portret kobiety Halsa trafił na rynek sztuki. Fundacja Putnamów zakupiła Portretu mężczyzny w 1955 roku. Nic nie wskazuje na to, że dzieło trafiło do Stanów Zjednoczonych w sposób nielegalny, nie jest obrazem zrabowanym w którymś z krajów europejskich podczas niemieckiej okupacji w latach II wojny światowej.
Dzieło Halsa było eksponowane m.in. w następujących galeriach: Kunsthalle w Düsseldorfie, Los Angeles Museum of History, California Palace of the Legion of Honor w San Francisco, Detroit Institute of Arts, Wadsworth Atheneum w Hartford, Muzeum Fransa Halsa w Haarlemie, Schaeffer Galleries i Koetser Galleries w Nowym Jorku, Fogg Art Museum w Cambridge.

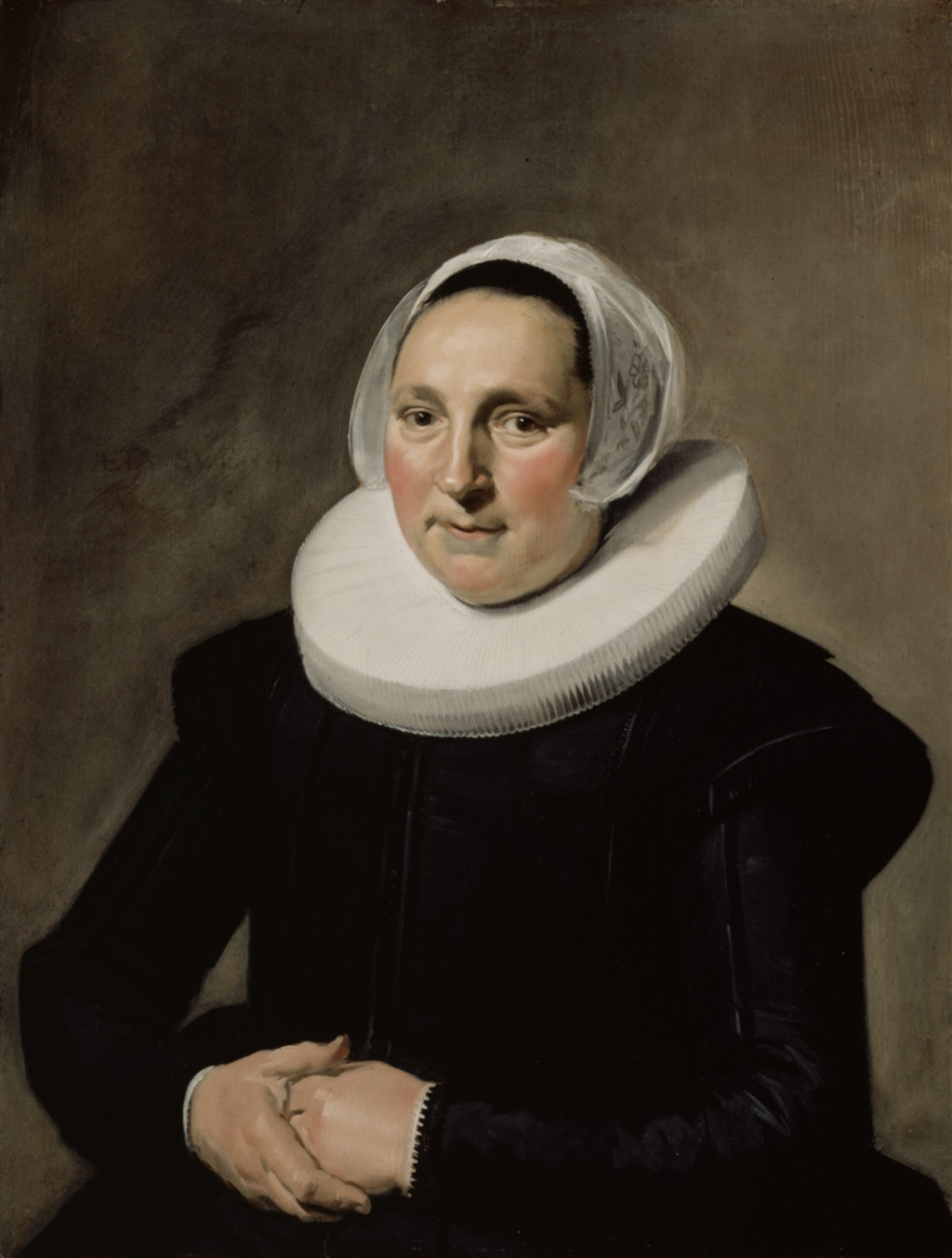
Portret kobiety (Detroit Institute of Arts)